# Bitwa pod Murowaną Oszmianką
Bitwa pod Murowaną Oszmianką – największa bitwa pomiędzy wojskami AK a Lietuvos Vietine Rinktine (Litewski Korpus Lokalny) sprzymierzonym z nazistowskimi Niemcami. Bitwa miała miejsce w dniach 13–14 maja 1944 na terenach okupowanych ziem polskich, w pobliżu wsi Murowana Oszmianka (obecnie na terenie Białorusi). Bitwa zakończyła się zwycięstwem sił polskich.

## Przebieg bitwy
W nocy z 13 na 14 maja 1944 r. 3 Brygada por. Gracjana Fróga „Szczerbca” stoczyła bój z oddziałami gen. Povilasa Plechavičiusa. Wspólnym zadaniem por. Witolda Turonka „Tura” i „Szczerbca” było rozbicie dwóch kompanii litewskich w Murowanej Oszmiance. Trzecią z kompanii litewskich, rozmieszczoną w Tołminowie miała związać, a w sprzyjającej sytuacji – rozbić, 13 Brygada Adama Walczaka „Nietoperza”. Ubezpieczała 9 Brygada chor. Jana Kolendy „Małego” oraz 12 Brygada kpt. Hieronima Romanowskiego „Cerbera”.
8 Brygada „Tura”, po krótkiej nawale ogniowej, uderzyła od wschodu, przełamała linię obrony i wdarła się do centralnej części miasteczka. 3 Brygada „Szczerbca”, która miała uderzyć z zachodniej strony, spóźniła się na akcję. Pozostałe brygady: 9, 12 i 13 stały na ubezpieczeniu. W takich warunkach dowódca akcji mjr Czesław Dębicki „Jarema” dał rozkaz 12 Brygadzie wsparcia 8 Brygady. Wyparto Litwinów z południowej części miasta, biorąc do niewoli około 20 z nich. 
Około 23:30 na miasto z marszu uderzyła brygada „Szczerbca”, forsując zachodnią linię obrony i częścią sił nawiązała w centrum miejscowości styczność z 8 Brygadą. Jednak większość plutonów 3 Brygady stoczyło na przedpolach Murowanej Oszmianki ciężką walkę. Pluton „Milimetra” napotkał bardzo silny opór i trafił pod zmasowany ostrzał. Został przykuty do ziemi nieprzyjacielskim ogniem i poniósł dotkliwe straty. Odcinek zachodni, na którym nacierała 3 Brygada, posiadał dobrze  zorganizowaną obronę. 
Równocześnie z uderzeniem 3 Brygady do dalszego natarcia ruszyły 8 i 12 brygady. Była to już końcowa faza walki. Opór przeciwnika zmalał. Litwini złożyli broń. Nieprzyjaciel stracił 23 zabitych, do niewoli trafiło ponad 230 jeńców.
Równocześnie z 8 Brygadą akcję w Tołminowie rozpoczęła 13 Brygada „Nietoperza”, która atakiem części własnych sił i wykorzystując psychologicznie odgłosy nawały ogniowej w Murowanej Oszmiance, zmusiła kompanię litewską do złożenia broni. Do niewoli wzięto ok. 120 żołnierzy.